# Iontoforesis
La iontoforesis, de ionto (ion) y phoresis (traslado), es una técnica que se emplea en medicina con distintas finalidades, tanto terapéuticas como diagnóstica se incluye dentro de la electroterapia (tratamiento de enfermedades mediante el empleo de la electricidad). Se basa en introducir iones de sustancias activas a través de la piel, gracias a la aplicación de corriente continua de baja intensidad a los tejidos, mediante la colocación de 2 electrodos. El fundamento es que las sustancias iónicas poseen carga eléctrica y tienden a desplazarse hacia el polo de signo contrario, donde son absorbidas a través de la piel. De esta forma se consigue que ciertos medicamentos atraviesen la piel y realicen su efecto en el interior del organismo, evitando su paso por el tubo digestivo y sin necesidad de administrarlos por vía inyectable. Algunas de las aplicaciones más habituales son el tratamiento de la hiperhidrosis - sudoración excesiva - y la realización del test del sudor para el diagnóstico de la fibrosis quística. También se emplea en fisioterapia para tratar procesos inflamatorios agudos de origen muscular o articular, como la fascitis plantar y la epicondilitis. Los principales efectos secundarios pueden producirse por reacciones alérgicas a los medicamentos que se aplican o debidos a la producción accidental de quemaduras tanto de origen térmico como químico.

## Realización
En primer lugar se limpia cuidadosamente la piel de la zona, generalmente brazo o pierna, posteriormente se colocan los electrodos y se aplica corriente eléctrica de baja intensidad. Después de un periodo de tiempo variable de alrededor de 12 minutos, se retiran los electrodos y se limpia la piel.
Cuando se usa iontoforesis para realizar el test del sudor, en el electrodo positivo se coloca pilocarpina, medicamento que estimula la producción de sudor y en el electrodo negativo una solución de bicarbonato.